# Prajwol Chhetri
Prajwol Chhetri ist ein nepalesischer Fußballschiedsrichter und seit 2021 FIFA-Schiedsrichter.

## Karriere
Seine erste bekannte Länderspielleitung war am 5. September 2023, danach wurde er noch bei weiteren Freundschaftsspielen eingesetzt. Auch bei der Südasienmeisterschaft 2023 leitete er drei Partien, darunter das Finale zwischen Kuwait und Indien.